# Gröngrått lundfly
Gröngrått lundfly, Polia hepatica är en fjärilsart som beskrevs av Carl Alexander Clerck, 1759. Enligt Catalogue of Life är det vetenskapliga namnet istället Polia trimaculosa beskriven med det namnet av Eugen Johann Christoph Esper 1788. Gröngrått lundfly ingår i släktet Polia och familjen nattflyn, Noctuidae. Arten  har livskraftiga, LC, populationer i både Sverige och Finland. Inga underarter finns listade i Catalogue of Life.

## Bildgalleri

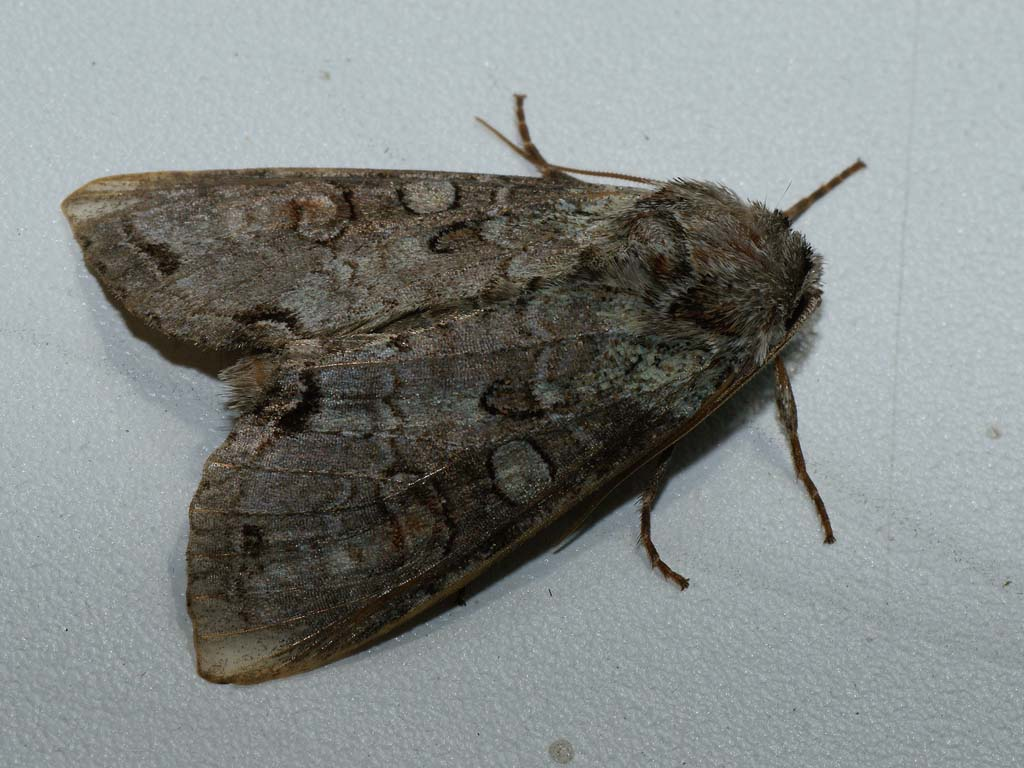
Imago fjäril
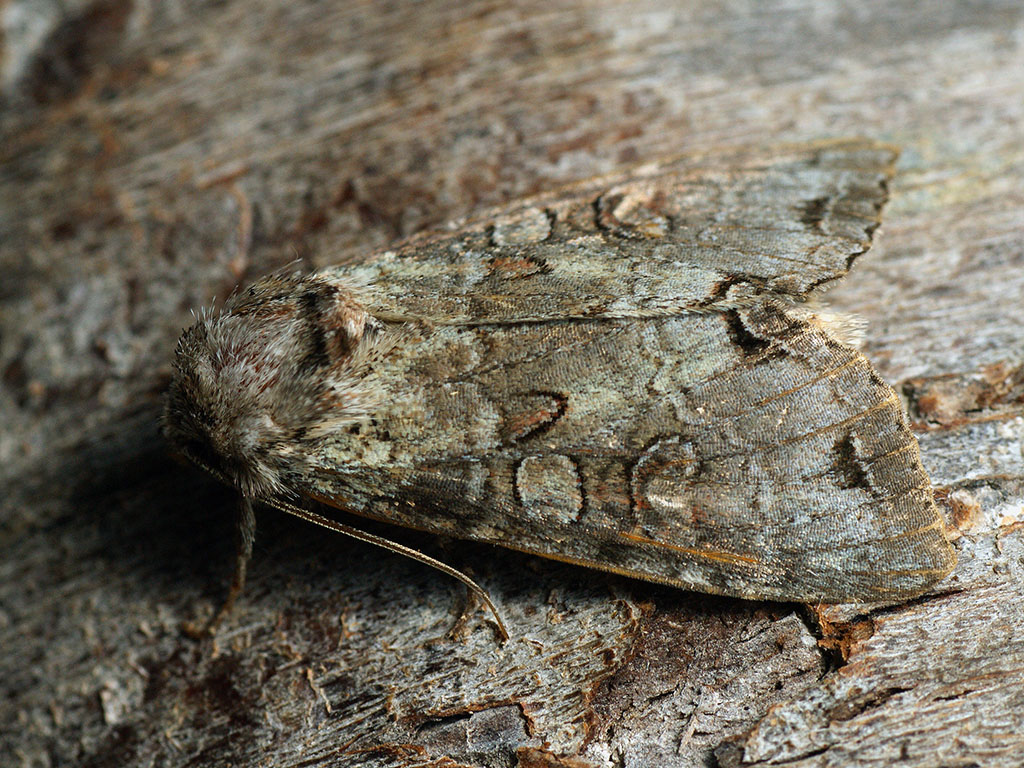
Imago fjäril
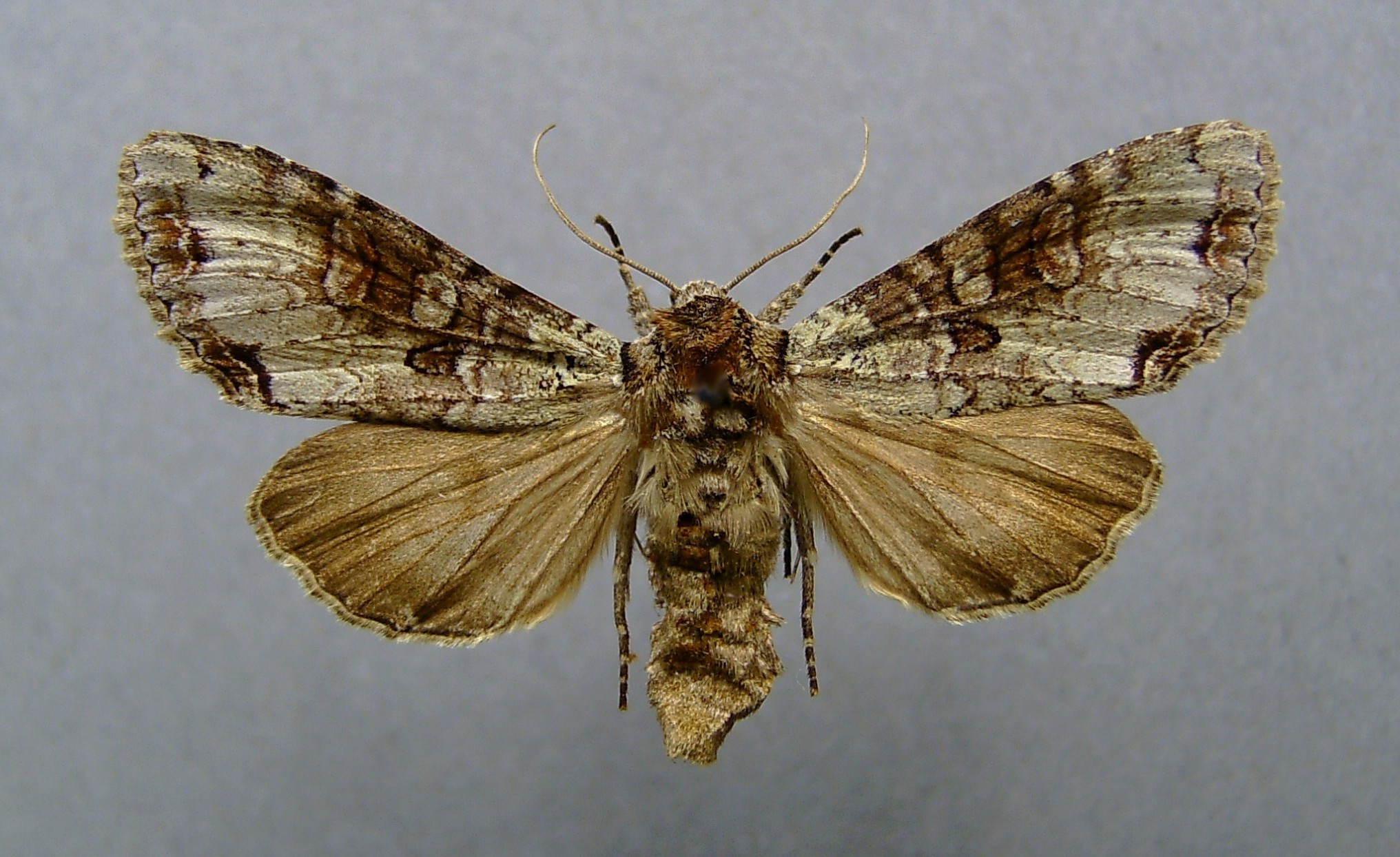
Preparerad (uppnålad) imago fjäril.